# Établissement public (France)
Pour les articles homonymes, voir établissement public.
En France, un établissement public est une personne morale de droit public  ayant une mission d'intérêt général. Les établissements publics se distinguent des entreprises publiques qui sont des personnes morales de droit privé à capitaux publics qui ne remplissent pas nécessairement une mission d'intérêt général.
Le droit français accorde aux établissements publics une certaine autonomie administrative et financière (contrairement à une administration centrale de l'État par exemple) afin de remplir une mission d'intérêt général, précisément définie.
Les domaines d'intervention des établissements publics sont variés, mais la plupart remplissent une mission de nature économique ou sociale. Il peut s'agir du domaine de la santé (Agence française de sécurité sanitaire par exemple), de l'enseignement (universités, lycées), de la culture (musées), de l'économie (Établissement public à caractère industriel et commercial).
Certains établissements ont un caractère unique, tandis que d'autres font partie d'une catégorie d'établissements de même statut, soumis à une législation commune : ainsi les universités françaises appartiennent malgré leurs différences à une catégorie définie par un corpus de textes de loi, décrets ou directives ; tandis que le musée du Louvre ou le musée d'Orsay sont définis par des textes similaires comme ayant un caractère particulier.
Au-delà de la multiplicité des dénominations, des caractères généraux à tous les établissements publics peuvent être dégagés. Si les normes auxquelles sont soumis les établissements publics varient beaucoup de l'un à l'autre, la jurisprudence et la doctrine dégagent deux types principaux d'établissements publics : les établissements publics à caractère administratif (EPA) et les établissements publics à caractère industriel et commercial (EPIC).
Cependant, certains établissements publics exercent conjointement des missions de service public à caractère administratif et des missions de service public à caractère industriel et commercial. Ce sont alors des établissements publics à double visage.

## Personnalité morale de droit public
Les établissements publics, même ceux à caractère industriel et commercial, sont des personnes morales de droit public. Ils peuvent donc exercer certains droits et jouir de certains privilèges réservés à la puissance publique, comme :
- être propriétaire de biens du domaine public[1] ;
- exercer le droit d'expropriation[2] ;
- être investis de pouvoir de police administrative ;
- bénéficier du privilège du préalable[3] ;
- bénéficier du principe de l'insaisissabilité des biens[4].

## Principes de rattachement et de spécialité

### Principe de rattachement
Chaque établissement public est en principe rattaché à une administration qui le contrôle. Il existe ainsi des établissements publics nationaux rattachés à l'État et des établissements publics locaux rattachés à une commune, un groupement de communes, un département, la métropole de Lyon, une région ou une collectivité d'outre-mer. Mais l'identité de l'administration de rattachement ne détermine pas la zone géographique d'action de l'établissement public. Ainsi un établissement public local peut avoir un champ d'action à l'échelle nationale, voire internationale, au moins indirectement.
Ce principe de rattachement est toutefois atténué dans la mesure où certains établissements publics ont un rôle de coopération entre plusieurs collectivités : c'est typiquement le cas des établissements publics de coopération intercommunale ou du Centre national et des centres de gestion de la fonction publique territoriale.

### Principe de spécialité
Contrairement à l'État ou aux collectivités locales qui ont un domaine de compétence générale sans limitation expresse, les établissements publics ont des compétences d'attribution qui sont fixées par une énumération limitative. Ainsi l'ENA ne saurait intervenir sur l'évolution de la carrière d'un ancien élève par un recours contentieux, sa fonction se limitant à la formation de fonctionnaires.
De plus, la jurisprudence interprète souvent avec souplesse le principe de spécialité. Par exemple, un arrêt du 7 juillet 1994 admet une « certaine marge légale de diversification » pour EDF et GDF.

## Vie des établissements publics

### Création, statut, évolution, suppression
En vertu de l'article 34 de la Constitution, la loi dispose de la création de catégories d'établissement public. Les établissements publics eux-mêmes sont généralement créés par décret pour les établissements nationaux et par délibération de la collectivité dont ils relèvent pour les établissements locaux, mais les lois prévoient parfois des règles différentes.
Les établissements publics sont créés :
- soit de toutes pièces, éventuellement en donnant une autonomie à un service autrefois réalisé en régie directe (ex. la Monnaie de Paris) ;
- soit par transformation d'un autre établissement public (Office national de l'eau et des milieux aquatiques) ou d'une personne morale de droit privé (association le plus souvent ; ex. Académie des technologies) ou public (groupement d'intérêt public, par exemple Agence nationale de la recherche) ;
- soit par fusion entre deux ou plusieurs établissements publics ;
- soit par scission d'un autre établissement public (Réseau ferré de France).

Tout établissement public a un statut qui fixe ses attributions et les modalités de son fonctionnement. Celui des établissements publics nationaux à caractère unique est fixé par décret, celui des établissements publics faisant partie d'une série est préparé par l'établissement lui-même dans le respect de dispositions législatives ou réglementaires générales et approuvé ensuite par l'autorité. Le statut des établissements publics locaux est fixé par délibération de la collectivité de rattachement.
Les établissements publics peuvent être dissous si l'objet pour lequel ils avaient été créés n'a plus lieu d'être ou si le service est repris en régie directe ou concédé au secteur privé. La loi de séparation des Églises et de l'État en 1905 a entraîné la dissolution de centaines d'établissements publics du culte. Les établissements publics peuvent également fusionner. Une loi peut aussi prononcer la transformation en société anonyme (ex. Électricité de France, par un processus dit de "sociétisation") et ainsi permettre la privatisation de l'établissement public.

### Fonctionnement et contrôle
L'administration d'un établissement public est généralement confiée conjointement à deux organes :
- une assemblée délibérante (appelée le plus souvent conseil d'administration) fixe les grandes orientations ;
- une personne est chargée de l'administration au quotidien : selon les cas, c'est le président du conseil d'administration ou un directeur ou directeur général ne faisant pas partie, sauf à titre consultatif, de l'assemblée délibérante.

Toutefois, certains établissements publics disposent d'un directoire et d'un conseil de surveillance, comme le fonds de réserve pour les retraites ou les grands ports maritimes.
Les établissements publics sont tous soumis au contrôle d'autres personnes publiques. La loi et les statuts en précisent les modalités. Trois cas sont possibles :
- soit l'autorité de contrôle exerce un contrôle de légalité ;
- soit l'établissement est soumis à un pouvoir de tutelle administrative (on parle d'« autorité de tutelle ») ;
- soit l'établissement connaît à la fois le contrôle de légalité et la tutelle administrative, mais exercée par des autorités distinctes.

## Nombre d'établissements et effectif
Ces dernières années le nombre d'établissements publics a fortement augmenté. Un rapport de l'Inspection générale des Finances a recensé en 2010 près de 1244 agences publiques en France, dont près de 700 organismes divers d'administration centrale (ODAC, sous tutelle d'un ministère), 42 autorités administratives indépendantes, des groupements d'intérêt public ainsi que 101 services à compétence nationale, pour un effectif au 1er janvier 2012 de 442 830 agents publics et un budget annuel de plus de 50 milliards d'euros.

## Distinction entre établissements publics

### Principale distinction: EPA et EPIC
Au-delà des dénominations multiples énoncées par le législateur, la jurisprudence et la doctrine ne distinguent toutefois que deux catégories d'établissements publics :
- les établissements publics à caractère administratif (EPA) ;
- les établissements publics à caractère industriel et commercial (EPIC).

Bien que cette distinction cherche à épouser celle entre Service public administratif (SPA) et Service public industriel et commercial (SPIC), le Conseil d'État a de longue date noté que pareille distinction recouvrait mal la réalité des établissements publics. On parlera notamment d'établissements publics à « double visage » pour désigner certains organismes exerçant à la fois des activités de SPA et de SPIC.
Globalement, les EPA sont soumis presque exclusivement au droit public, tandis que les EPIC sont en grande partie régis par le droit privé. Cette distinction entraîne les conséquences suivantes :
|                     | Établissements publics à caractère administratif                                            | Établissements publics à caractère industriel et commercial                                                                                  |
| ------------------- | ------------------------------------------------------------------------------------------- | --- |
| Régime du personnel | Fonctionnaires, agents sous statut ou agents contractuels de droit public                   | Personnel de droit privé soumis au code du travail, fonctionnaires mis à disposition (MAD) ou détachés.                                      |
| Règles comptables   | Soumission à la comptabilité publique, élaboration d'un budget et d'un compte administratif | Utilisation des règles de la comptabilité privée, élaboration d'un état des prévisions de recettes et de dépenses et d'un compte de résultat |
| Marchés             | Application du code de la commande publique                                                 | En principe, libre choix des fournisseurs et prestataires                                                                                    |

Toutefois, en pratique, cette distinction est loin d'être absolue et connaît de nombreuses exceptions. Le personnel de direction des EPIC est généralement fonctionnaire, certains EPIC ont reçu de la loi le droit de recruter des fonctionnaires, tandis que certains EPA emploient également des contractuels de droit privé.
Des EPA peuvent avoir une comptabilité tenue selon le plan comptable applicable aux entreprises, mais certains EPIC munis d'un comptable public peuvent être partiellement soumis au règlement général sur la comptabilité publique. Certains EPA ont un état des prévisions de recettes et de dépenses au lieu d'un budget.
Pour ce qui concerne les marchés, certains EPIC appliquent le code de la commande publique.
Bien que les établissements publics à caractère industriel et commercial soient proches des personnes morales de droit privé à bien des égards, ils bénéficient, en tant que personne morale de droit public, de certains privilèges de droit public.

### Types d'établissements publics
Le législateur a défini de nombreux types d'établissements publics :
- Établissements publics locaux d'enseignement (EPLE) (qui font partie des EPA) ;
- Établissements publics à caractère scientifique et technologique (EPST) ;
- Établissements publics à caractère scientifique, culturel et professionnel (EPSCP) ;
- Établissements publics de coopération scientifique (EPCS) entre 2006 et 2013 ;
- Établissements publics de coopération culturelle (EPCC) ;
- Établissements publics de coopération environnementale (EPCE)[12] ;
- Établissements publics économiques (chambres consulaires) ;
- Établissements publics de coopération intercommunale[13] (EPCI) ;
- Établissements publics de santé (EPS) ;
- Établissements publics du culte[14] ;
- Établissements publics sociaux ou médico-sociaux ;
- Offices public de l'habitat (OPH), qui succèdent aux OPAC et aux OPHLM ;
- Caisse des écoles (établissements publics locaux) ;
- Services départementaux d'incendie et de secours (SDIS) ;
- Centre communal d'action sociale (CCAS) rattaché à une commune ou à un EPCI ;
- Établissements publics contribuant à l'action extérieure de la France, créés par la loi no 2010-873 du 27 juillet 2010 relative à l'action extérieure de l'État : Campus France, l'Institut français, France expertise internationale.